# پایگاه آب‌نشین هاینس
پایگاه آب‌نشین هاینس (به انگلیسی: Haines Seaplane Base) یک فرودگاه همگانی بهره‌برداری هوایی است که یک باند فرود آب دارد و طول باند آن ۱۵۲۴ متر است. این فرودگاه در شهر هینز کشور ایالات متحده آمریکا قرار دارد و در ارتفاع ۰ متری از سطح دریا واقع شده‌است.